# Jomfru Marias ubesmittede undfangelse
Jomfru Marias ubesmittede undfangelse (latin: Immaculata conceptio) er den romersk-katolske lære, at Jomfru Maria fra det øjeblik, hun blev undfanget (altså inden hun blev født), var fri for arvesynd.
I pavebullen Ineffabilis Deus af 1854 fastslog pave Pius IX dogmet om Jomfru Marias ubesmittede undfangelse. Baggrunden for bullen var den tiltagende mariafromhed, der blomstrede i begyndelsen af det 19. århundrede, under  restaurationen af den katolske kirke. Under den er mange tilsynekomster af Jomfru Maria. Den mest kendt Maria-åbenbaring fandt sted i Lourdes, hvor Maria skulle have vist sig 16 gange for bondepigen Bernadette Soubirous.
Allerede Jakobs Forevangelium betoner stærkt Marias syndfrie natur.
Folkelig fromhed udtrykker det ved at sige, at Maria er den ubesmittede undfangelse.
I katolsk ikonografi er den ubesmittede undfangelse betegnelsen for visse Maria-billeder.